# Richard Paredes
Richard Nicolás Paredes Moraga (Puente Alto, 4 dicembre 1997) è un calciatore cileno, attaccante del Santiago Morning.

## Caratteristiche tecniche
È un centravanti.

## Carriera

### Club
Ha giocato nella prima divisione cilena.

### Nazionale
Con la nazionale Under-20 cilena ha preso parte al campionato sudamericano 2017.